# Gynoplistia (Gynoplistia) tenuifilosa
Gynoplistia (Gynoplistia) tenuifilosa is een tweevleugelige uit de familie steltmuggen (Limoniidae). De soort komt voor in het Australaziatisch gebied.